# Эшер, Рудольф Георг
Рудольф Георг Эшер (нидерл. Rudolf George Escher, [ˈrydɔlf ˈd͡ʒɔrt͡ʃ  ˈɛʃər]; 8 января 1912, Амстердам — 17 марта 1980, Где-Ког) — нидерландский композитор. Его отец был братом графика Маурица Корнелиса Эшера.
В 1931—37 годах учился в Роттердамской консерватории у А. Кальтвассера и Я. Калленбаха (фортепиано), Виллема Пейпера (композиция, с 1934 года). С 1945 года снова в Амстердаме, где в 1960—61 годах прочитал курс лекций в консерватории. С 1964 года преподает в Утрехтском университете. Получил известность после исполнения в 1946 году траурной «Музыки скорбного духа» («Musique залить l’esprit ан deuil», для оркестра, 1943) — произведения, написанного под впечатлением от событий Второй мировой войны 1939—45 лет (входил в репертуар зарубежных гастролей оркестра «Консертгебау»).
Произведения Эшера отличаются красочностью гармонии (влияние импрессионистов) и строгостью формы. Автор ряда трудов, главным образом о Морисе Равеле, Клоде Дебюсси и современной музыке.